# Samtgemeinde Duingen
Die Samtgemeinde Duingen war eine Samtgemeinde im niedersächsischen Landkreis Hildesheim. In ihr hatten sich fünf Gemeinden zur Erledigung ihrer Verwaltungsgeschäfte zusammengeschlossen. Der Sitz der Verwaltung der Samtgemeinde befand sich im Flecken Duingen.

## Geografie

### Lage
Die Samtgemeinde Duingen lag an der Bundesstraße 240 im südwestlichen Teil des Landkreises Hildesheim. Die Städte Hameln, Hildesheim und Holzminden sind 30 km, die Stadt Hannover 50 km und das Mittelzentrum Alfeld (Leine) 14 km entfernt.

### Samtgemeindegliederung
- Coppengrave
- Duingen (Flecken) mit den Ortsteilen Capellenhagen und Fölziehausen
- Hoyershausen mit den Ortsteilen Lübbrechtsen und Rott
- Marienhagen
- Weenzen

## Geschichte
Am 1. November 2016 fusionierten die Mitgliedsgemeinden der Samtgemeinde zum neuen Flecken Duingen. Gleichzeitig schloss sich die Samtgemeinde mit der Samtgemeinde Gronau (Leine), deren Mitgliedsgemeinden sich, mit Ausnahme von Eime, zur Stadt Gronau (Leine) vereinigten, zur neuen Samtgemeinde Leinebergland zusammen. Sie hat ihren Sitz in Gronau, eine Außenstelle in Duingen besteht weiter.

## Politik

### Samtgemeinderat
Der Rat der Samtgemeinde Duingen bestand aus 16 Ratsfrauen und Ratsherren. Dies ist die festgelegte Anzahl für eine Samtgemeinde mit einer Einwohnerzahl zwischen 5001 und 6000 Einwohnern. Die Ratsmitglieder wurden durch eine Kommunalwahl für jeweils fünf Jahre gewählt. Die letzte Amtszeit begann am 1. November 2011 und endete am 31. Oktober 2016.
Stimm- und sitzberechtigt im Rat der Samtgemeinde war außerdem der hauptamtliche Samtgemeindebürgermeister.
Die letzte Kommunalwahl am 11. September 2011 ergab die folgende Sitzverteilung:
- SPD: 7 Sitze
- CDU: 7 Sitze
- Wählergemeinschaft Ith Külf (WIK): 2 Sitze
- Parteilose: 1 Sitz

### Samtgemeindebürgermeister
Der hauptamtliche Samtgemeindebürgermeister war Wolfgang Schulz (parteilos). Seine Stellvertreter waren Klaus Krumfuß (CDU) und Joachim Zucher (SPD).

### Wappen
| Wappen von Samtgemeinde Duingen | Blasonierung: „In Silber auf grünem Hügel eine linksgewendete golden bewehrte blaue Taube mit grünem Palmenzweig im Schnabel, darüber in der rechten oberen Schildecke eine rote heraldische Rose mit goldenen Kelchblättern und Staubgefäßen.“                                                                     |
| Wappen von Samtgemeinde Duingen | Wappenbegründung: Dieses Wappen wurde gewählt, weil der Flecken Duingen eine immer stärkere Rolle im Samtgemeindegefüge eingenommen hat. Dieser Ort bildet das Zentrum des Gemeindeverbundes. Die fünf Blattspitzen des Palmwedels können symbolisch auf den Zusammenschluss der fünf Mitgliedsgemeinden hinweisen. |

### Wappen der eingemeindeten Ortschaften
Am 1. März 1974 wurden die beiden Gemeinden Lübbrechtsen und Rott in die Gemeinde Hoyershausen und die zwei Gemeinden Capellenhagen und Fölziehausen in den Flecken Duingen eingegliedert. Die Samtgemeinde Duingen bestand somit aus insgesamt neun eingemeindeten Ortschaften.
| Capellenhagen        | Coppengrave        | Duingen        | Fölziehausen        | Hoyershausen        | Lübbrechtsen        | Marienhagen        | Rott        | Weenzen        |
| Wappen Capellenhagen | Wappen Coppengrave | Wappen Duingen | Wappen Fölziehausen | Wappen Hoyershausen | Wappen Lübbrechtsen | Wappen Marienhagen | Wappen Rott | Wappen Weenzen |